# 야세히에이잔구치역
야세히에이잔구치역(일본어: 八瀬比叡山口駅, やせひえいざんぐちえき)은 일본 교토부 교토시 사쿄구에 위치한 에이잔 전철 에이잔 본선의 역이다. 역 번호는 E08이다.

## 개요
역명의 거리인 히에이 산의 서쪽 입구에서 에이잔 케이블・에이잔 로프 웨이로 갈아타고 히에이 산 정상으로 향하는 경로가 구성되어 있다. 교토 전등으로 개통한 이후 역명이 "야세" → "야세유엔" → "야세히에이잔구치"로 변하였다. 주변은 개통 당시부터 교토 전등과 지역을 중심으로 개발되면서 한때 역명이 되었던 유원지인 "야세 유원지"가 개설되는 등 관광지로 북적거렸다. 현재는 일부의 휴일을 제외하면 산책을 즐기는 듯한 조용한 관광지이다.
역전에 있던 야세 유원지의 후신인 "스포츠 밸리 교토" → "모리노 유원지"는 2001년 폐원이 되어 이듬해 현재의 역명인 야세히에이잔구치 역으로 변경되었다. 터는 현재 대규모 회원제 호텔인 "엑시브 야세리구"를 중심으로 노인 휴식처 등도 입지하고 한적한 땅을 살려 재개발되고 있다. 역 주변에는 옛날 그대로의 찻집이 몇 채 있어, 청어 소바와 제육 등 교토 다운 식사를 할 수 있다. 역전의 다카노 강에는 목조 다리가 있고 그 강변에서는 바베큐나 사생을 즐기는 사람도 많다.
현재 평일 낮 중에는 데마치야나기 발에 있어 본래 본선인 당역까지 매시 3개인 반면 관광객이 많아 학교와 주택이 많은 구라마 선 방면의 운전 편수인 니켄차야 역을 반환점에 포함하여 매시 6개로 늘어났다. 또한, 휴일 구라마 역까지의 열차는 2량 편성이 주체인 반면 당역에 오는 열차는 단행 열차가 주체이다.
시 중심부에서 넓은 벌판 쪽으로 향할 경우 이 역에서 국도 제367호선을 달리는 버스로 갈아탈 수 있다.
에이잔 케이블의 케이블 야세 역은 개찰구를 나오자마자 바로 앞에 있는 나무 다리를 건너 300m 정도 떨어진 곳에 있으며 케이블카는 연말 연시를 제외한 겨울 기간에는 운휴한다.

## 역사
- 1925년 9월 27일: 야세역으로 영업 개시.
- 1942년 3월 2일: 교토 전등의 철궤도 사업을 게이후쿠 전기 철도가 승계, 게이후쿠 전기 철도 에이잔 본선의 역이 됨.
- 1965년 8월 1일: 야세유엔역으로 역명 변경.
- 1986년 4월 1일: 게이후쿠 전기 철도가 에이잔 본선을 에이잔 전철에 양도, 에이잔 전철 에이잔 본선의 역이 됨.
- 2002년 3월 10일: 야세이에이잔구치역으로 역명 변경.

## 역 구조
개통 이후의 목조 역사와 종착역이라는 타이틀로 특유의 돔 모양 지붕이 과거의 영광을 기리고 있다. 원칙적으로 무인역이지만 승객이 많을 때만 담당자가 배치되고 자동 매표기도 가동된다. 과거에는 자동 개찰기도 설치되었지만 현재는 철거되었다.
승강장은 3면 2선의 빗형 구조이다. 개찰구는 데마치야나기 역이나 구라마 역처럼 두단부가 아닌 두단부 앞 왼쪽에서 북쪽에 있다. 두단부에는 단체용 임시 출입구가 있지만 거의 이용되지 않는다. 개찰구 쪽의 1번 승강장, 가장 남쪽이 2번 승강장이다. 중간의 가느다란 하차용 승강장은 2번 승강장에 전철이 도착한 경우에 이용되고 있지만 승강장 번호는 없다. 보통은 1번 선만 사용되고 2번 선은 평일 아침 러시아워 또는 단풍 시즌에 임시 증편되는 경우나 임시 열차 운행의 발착용으로 사용된다.
역전에서 승강장까지 평면 휠체어 등 이용 시설은 용이하다.

### 승강장
| 1・2 | ■ 에이잔 본선 | 다카라가이케・데마치야나기 방면 |

역장실도 있지만 관광 시즌 만의 역무원 배치이다.

## 역 주변
- 게이후쿠 전기 철도 강삭선 케이블 야세 역 - 도보 3분, 히에이 산 케이블카 탑승장.
- 구즈류 대사
- 다카노 강
- 엑시브 야세리 궁

## 인접역
| 에이잔 전철 ■ 에이잔 본선          | 에이잔 전철 ■ 에이잔 본선 | 에이잔 전철 ■ 에이잔 본선 |
| ---------------------------------- | ------------------------- | ------------------------- |
| E07 미야케하치만 데마치야나기 방면 |                           | 시·종착역                 |